# Martin Hilti
Martin Hilti (* 8. Mai 1915 in Schaan; † 19. August 1997 ebenda) war ein liechtensteinischer Unternehmer und Nationalsozialist.

## Leben
Hilti war das zweitjüngste von elf Kindern des Schaaner Metzgermeisters Joseph Hilti (1867–1935) und dessen Frau Walburga (1875–1930, geborene Quaderer). Er besuchte von 1926 bis 1930 die Stella Matutina, ein Privatgymnasium des Jesuitenordens in Feldkirch. Anschliessend war er Schüler am technischen Zweig des Kollegium Schwyz. 1933 nahm er ein Studium der Mathematik und Geodäsie an der Technischen Hochschule Graz auf.
Hilti wurde 1933 Mitglied des Liechtensteiner Heimatdienstes. Später wurde er Funktionär der Volksdeutschen Bewegung in Liechtenstein (VDBL) und ein Verehrer von Julius Streicher.
Hilti war von Oktober 1940 bis Ende 1942 verantwortlicher Schriftleiter des Kampfblattes der VDBL namens Der Umbruch. Sein Nachfolger in dieser Position wurde nach einer kurzen Übergangsperiode im März 1943 der Architekt Franz Roeckle, der bereits 1933 in die Rotter-Entführung verwickelt war. Zu den Praktiken des Umbruch gehörte es, jüdische Einwanderer, die den Nazis entkommen waren, namentlich zu nennen, zu beschimpfen und zu denunzieren. Einer der davon betroffen war, war der 1939 nach Schaan gekommene Paul Wollenberger. Er wurde im Juni 1942 blossgestellt und schlechtgemacht, weshalb er später gegen Hilti prozessierte. Dieser wurde zu einer kleinen Geldstrafe verurteilt.

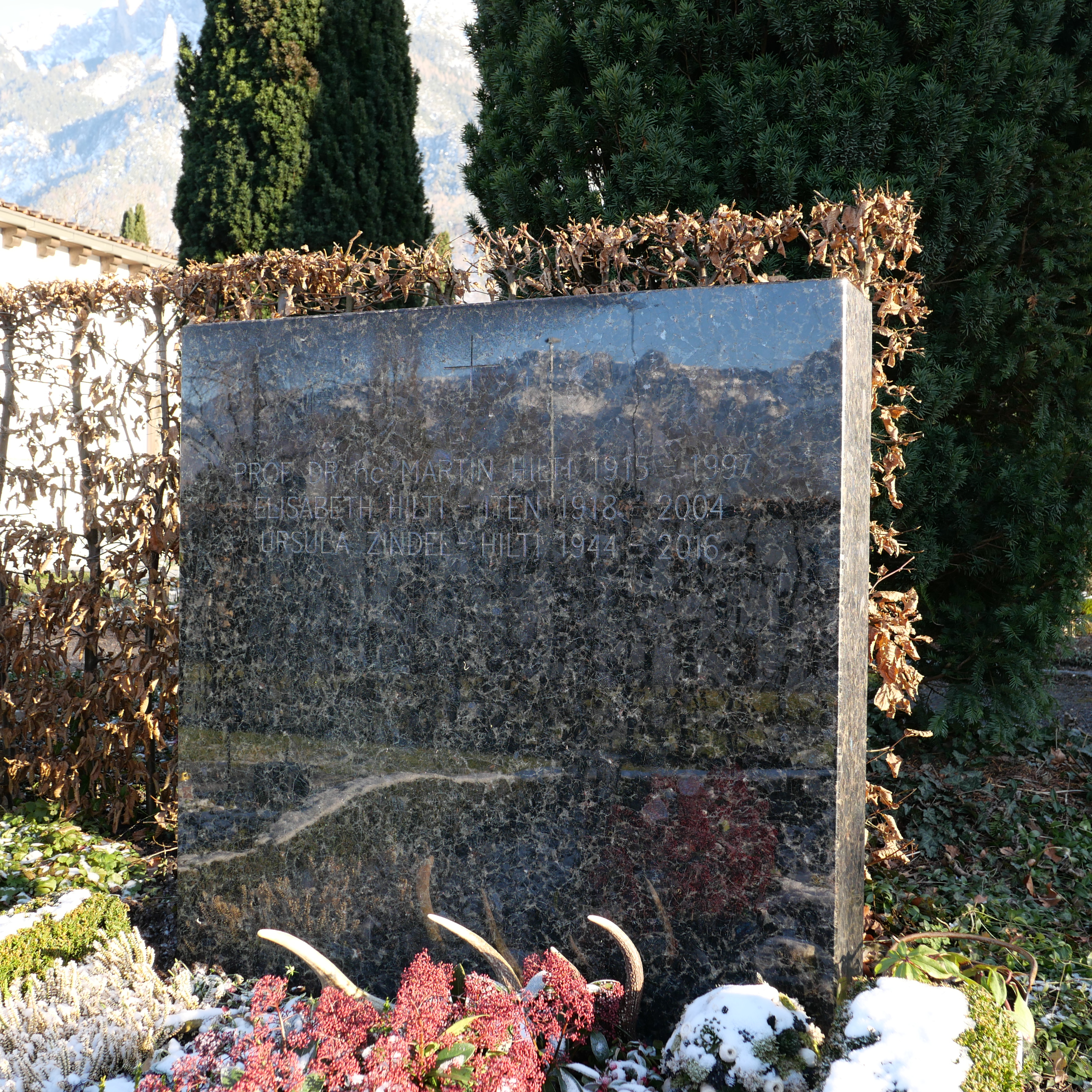
Das Familiengrab im Januar 2024

Während des Zweiten Weltkriegs trat Martin Hilti im Jahre 1941 freiwillig in die Waffen-SS ein. Nach eigener Aussage war er nach der Frontausbildung mit Wirtschaftskreisen in Verbindung gekommen und ging danach in seinen Beruf zurück.
1941 gründete er zusammen mit seinem Bruder Eugen den Werkzeughersteller Hilti, der 2017 fast 25.000 Mitarbeiter in 120 Staaten hatte.
1943 heiratete er Elisabeth Iten (1918–2004). Aus der Ehe gingen drei Söhne und die Tochter Ursula Zindel-Hilti (1944–2016) hervor. Hilti fand seine letzte Ruhestätte auf dem Friedhof von Schaan. In dem Grab wurden später auch seine Frau und die Tochter beigesetzt.